# Matopo plurilineata
Matopo plurilineata là một loài bướm đêm trong họ Noctuidae.